# توره (اسپانیا)

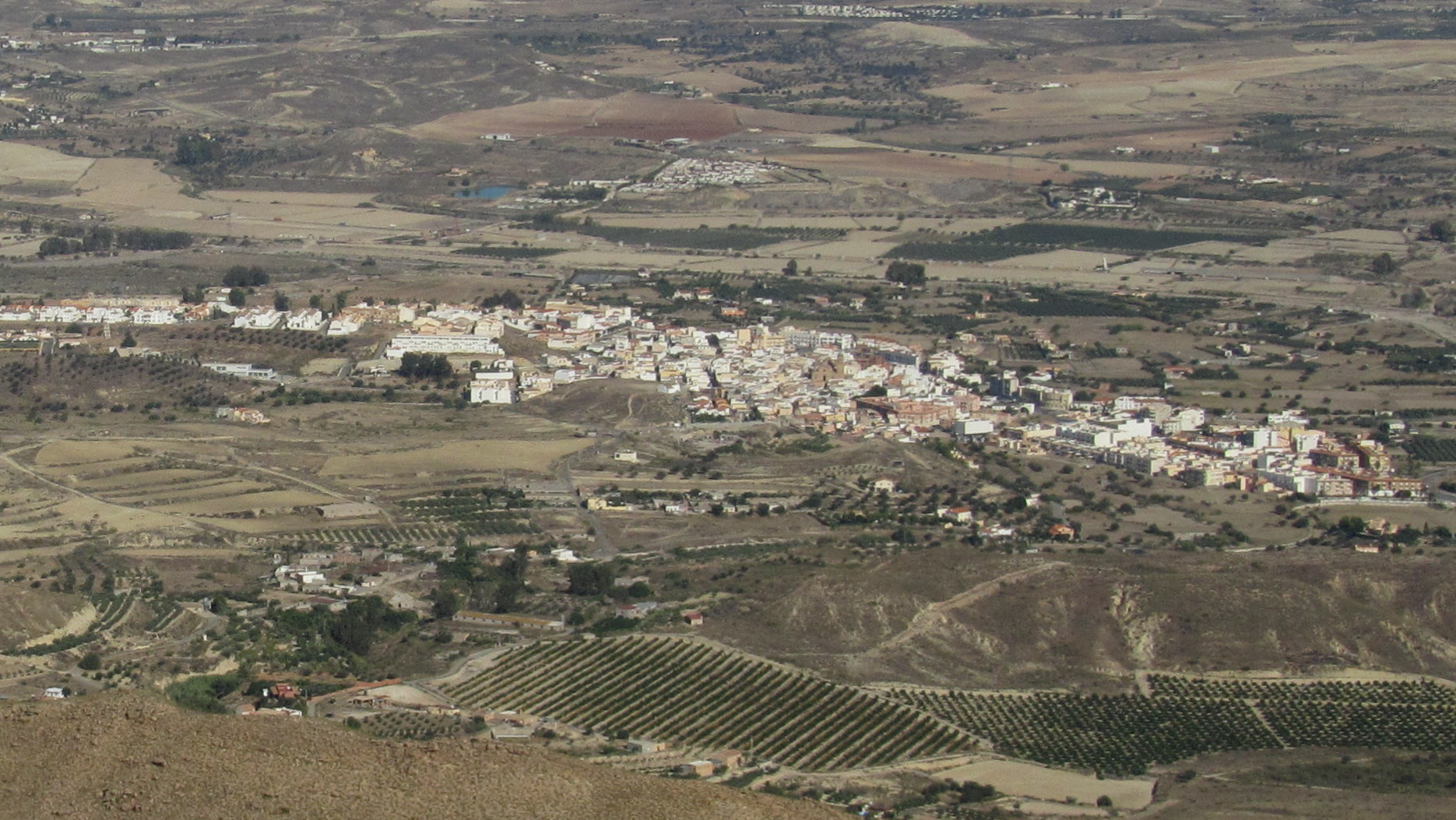
نمایی از توره، دهستانی در استان آلمریای اسپانیا - ۲۰۱۱

توره دهستانی در استان آلمریای اسپانیا است.
در این دهستان ۲٬۴۵۳ نفر زندگی می‌کنند. مساحت این دهستان ۱۰۸ کیلومتر مربع است.